# VII Giochi del Mediterraneo
I VII Giochi del Mediterraneo si sono svolti ad Algeri, Algeria, dal 23 agosto al 6 settembre 1975.

## Nazioni partecipanti
All'edizione parteciparono 2444 atleti provenienti da 15 distinte 15 nazioni.
- Algeria (314)
- Egitto (124)
- Francia (164)
- Grecia (169)
- Italia (269)
- Libano (91)
- Libia (40)
- Malta (29)
- Monaco (4)
- Marocco (198)
- Spagna (238)
- Siria (177)
- Tunisia (123)
- Turchia (204)
- Jugoslavia (300)

## Risultati
Si disputarono 160 eventi di 19 diverse discipline sportive.
- Atletica leggera (dettagli)
- Calcio (dettagli)
- Ciclismo (dettagli)
- Ginnastica artistica (dettagli)
- Judo (dettagli)
- Lotta (dettagli)
- Nuoto (dettagli)
- Pallacanestro (dettagli)
- Pallamano (dettagli)
- Pallanuoto (dettagli)
- Pallavolo (dettagli)
- Pugilato (dettagli)
- Scherma (dettagli)
- Sollevamento pesi (dettagli)
- Tennis (dettagli)
- Tiro (dettagli)
- Tuffi (dettagli)
- Vela (dettagli)